# Kyle Reynish
Kyle Patrick Reynish (Valencia, 3 november 1983) is een Amerikaans doelman in het betaald voetbal. Hij verruilde in 2015 Chicago Fire voor New York Red Bulls.

## Clubcarrière
Op 18 januari 2007 werd Reynish als drieënveertigste gekozen in de MLS Supplemental Draft 2007 door Real Salt Lake. Reynish speelde in vriendschappelijke wedstrijden tegen nationale elftallen van Fiji en China en verder ook in een vriendschappelijke wedstrijd tegen Everton. Zijn debuut voor Chicago in een officiële wedstrijd maakte hij pas op 2 mei 2009 toen hij in een wedstrijd tegen Colorado Rapids de geblesseerde Nick Rimando verving. In 2010 werd Reynish uitgeleend aan Charleston Battery uit de USL Second Division. Daar speelde hij drie wedstrijden. Op 3 december 2012 werd hij van zijn contract bij Real Salt Lake ontbonden. Hij nam vervolgens deel aan de MLS Re-Entry Draft 2012 maar werd door geen enkele club gekozen. Op 31 januari 2013 tekende hij bij de New York Cosmos uit de NASL. Na 12 wedstrijden bij de New York Cosmos tekende hij op 10 januari 2014 bij Chicago Fire, op dat moment actief in de Major League Soccer. Hij speelde er één wedstrijd en vertrok op 20 januari 2015 naar New York Red Bulls.